# Ravenelia parasnathii
Ravenelia parasnathii är en svampart som beskrevs av Yadav 1963. Ravenelia parasnathii ingår i släktet Ravenelia och familjen Raveneliaceae.   Inga underarter finns listade i Catalogue of Life.